# Juan Lacaze
Juan L. Lacaze é uma cidade do Uruguai localizada no departamento de Colonia.
A cidade está localizada na beira do Rio da Prata, sobre o qual tem um porto chamado El Sauce ou Del Sauce, próximo à desembocadura do Arroyo del Sauce.
De acordo com o censo de 2004, tem população de mais de 13.000 habitantes.
Seu nome foi dado em homenagem a Juan Luis Lacaze, que colaborou com o crescimento do local. 
Juan L. Lacaze se destaca por sua atividade industrial. Desde inicio do Século XX conta com a Fábrica Nacional de Papel (atualmente chamada de FANAPEL), e com a fábrica têxtil Campomar, que empregavam a centenas de habitantes. A fábrica Campomar teve que encerrar suas atividades ao final do século XX, enquanto que a FANAPEL continua com sua atividade industrial e exportadora.